# Терновский кантон
Терновский кантон — административно-территориальная единица АССР немцев Поволжья, существовавшая в 1937—1941 годах. Административный центр - с. Терновка (1937-1939), с. Квасниковка (1939-1941).
Терновский кантон был образован в 1937 году путём преобразования пригородной зоны города Энгельса.
В марте 1939 года центр кантона был перенесен в с. Квасниковка.
7 сентября 1941 года в результате ликвидации АССР немцев Поволжья Терновский кантон был передан в Саратовскую область и преобразован в Терновский район.

## Административно-территориальное деление
По состоянию на 1 апреля 1940 года кантон делился на 6 сельсоветов:
- Генеральский,
- Квасниковский,
- совхоза № 104 поселковый,
- Терновский,
- Узморский,
- Шумейковский.

## Население
Динамика численности населения
| 1939  | 1941  |
| ----- | ----- |
| 17928 | 17900 |

### Национальный состав
| Украинцы                                                    | 9293 (53,7 %) | -             |
| Русские                                                     | 5032 (28,1 %) | -             |
| Немцы                                                       | 2334 (13,0 %) | 2397 (13,4 %) |
| Казахи                                                      | 576 (3,2 %)   | -             |
| Мордва                                                      | 261 (1,5 %)   | -             |
| 1939 год - показаны народы c численностью более 200 человек |               |               |